# Эссоно, Стейн
Стейн Дарк Эссоно Нгема (фр. Stane Darck Essono Nguema; род. 28 мая 1998, Либревиль) — габонский футболист, защитник клуба «Грас».

## Карьера

### «Динамо-Авто»
Первым профессиональным клубом игрока был «Оем», в котором тот начал выступать в 2018 году. В 2019 году выступал за габонский клуб «Онзе Этуальс». В 2021 году вернулся в «Оем», в котором провёл полтора сезона. В июле 2022 года перешёл в молдавское «Динамо-Авто», подписав трёхлетний контракт. Дебютировал за клуб 31 июля 2022 года против клуба «Милсами», выйдя на поле в стартовом составе. Первым результативным действием за клуб отличился 16 сентября 2022 года в матче против клуба «Милсами», отдав голевую передачу. По итогу первой половину сезона вместе с клубом занял последнее место в турнирной таблице и отправился во вторую фазу за место в Суперлиге. Дебютным забитым голом за клуб отличился 29 апреля 2023 года в матче против кишинёвской «Виктории». Вместе с клубом стал победителем раунда плей-офф, где в финале 24 мая 2023 года победил кишинёвскую «Викторию». Однако клуб по итогу всё равно был отправлен в молдавскую Лигу 1.

### «Динамо-Брест»
В сентябре 2023 года стал игроком азербайджанского клуба «Загатала». Всего за сезон успел отличиться за клуб своей единственной голевой передачей. В июле 2024 года на правах свободного агента присоединился к брестскому «Динамо», подписав контракт до конца 2025 года. Дебютировал за клуб 4 августа 2024 года в матче против «Ислочи», выйдя на поле в стартовом составе. Дебютным забитым голом за клуб отличился 16 августа 2024 года в матче против солигорского «Шахтёра». По итогам августа 2024 года был признан лучшим игроком брестского клуба. По итогу сезона вместе с клубом завершил чемпионат на итоговом четвёртом месте. На протяжении сезона выступал за клуб в роли одного из основных игроков, отличившись забитым голом и голевой передачей. В начале 2025 года начинал подготовку к новому сезону с основной командой клуба. Однако в марте 2025 года появилась информация, что может покинуть клуб, так как тот был переведён в дублирующий состав из-за непонимания с главным тренером. В конце марта 2025 года был исключён из заявки основной команды клуба на предстоящий сезон. Официально 26 марта 2025 года покинул белорусский клуб, расторгнув контракт по соглашению сторон.

### «Грас»
В июле 2025 года на правах свободного агента присоединился к французскому клубу «Грас».

## Международная карьера
Выступал в молодёжных сборных Габона до 20 и до 23 лет. В марте 2024 года получил вызов в национальную сборную Габона. Дебютировал за сборную 22 марта 2024 года в товарищеском матче против сборной Сенегала, выйдя на поле в стартовом составе.